# باشگاه فوتبال النصر امارات
باشگاه فوتبال النصر امارات یکی از باشگاه‌های فوتبال کشور امارات متحده عربی می‌باشد که در دبی قرار دارد و هم‌اکنون در لیگ برتر امارات حضور دارد. النصر سه بار به مقام قهرمانی در لیگ برتر امارات و چهار بار به مقام قهرمانی در جام رئیس دولت امارات و دو بار به مقام قهرمانی سوپرجام فوتبال امارات رسیده است.

## بازیکنان پیشین

### بازیکنان ایرانی
- خداداد عزیزی
- کریم باقری
- آرش برهانی
- رضا عنایتی
- ابراهیم قاسم پور
- ستار همدانی
- مهرزاد معدنچی
- فرهاد مجیدی
- ایمان مبعلی
- محمد نصرتی
- عبدالرضا برزگری
- سروش نصرالهی پری
- مهدی قایدی

### بازیکنان خارجی
- لوکا تونی
- برونو سزار
- مارک برشیانو
- آلوارو نگردو
- سدریک باکامبو

## مربیان پیشین
- لوکا بوناچیچ
- والتر زنگا
- فوکه بوی
- دان ریوی
- آرتور ژورژه